# Cotnari
Cotnari est une commune de Moldavie roumaine, dans le județ de Iași. Elle inclut aussi le village de Cârjoaia. La commune de Cotnari se trouve dans le nord-ouest de Iași et le sud de Hârlău, dans le plus grand terroir viticole de Roumanie. La région est surtout réputée par l'AOP Grasă de Cotnari.

## Histoire
Au néolithique, les lieux appartenaient à la civilisation de Coucouteni-Tripolie. Durant l'antiquité, ils étaient une partie de la Dacie, habitée par les Carpiens. Un oppidum de la civilisation pastorale et slavo-romane de Dridu du VIIe au Xe siècle av. J.-C. a été découvert sur la colline de Cătălina (aujourd'hui zone protégée). Du XIIe au XIVe siècle av. J.-C. la région est habitée par les Volochovènes slavo-roumains et par les Iasses, une branche des Alains qui est à l'origine du nom de Iași. En 1359 le comté (Ținut) est intégré à la principauté de Moldavie. La première attestation de Cotnari date de 1448. La tradition locale attribue l'initiative de la création des vignobles moldaves au Prince Étienne III de Moldavie qui aurait fait venir des vignerons romano-catholiques, en majorité Allemands et Hongrois.

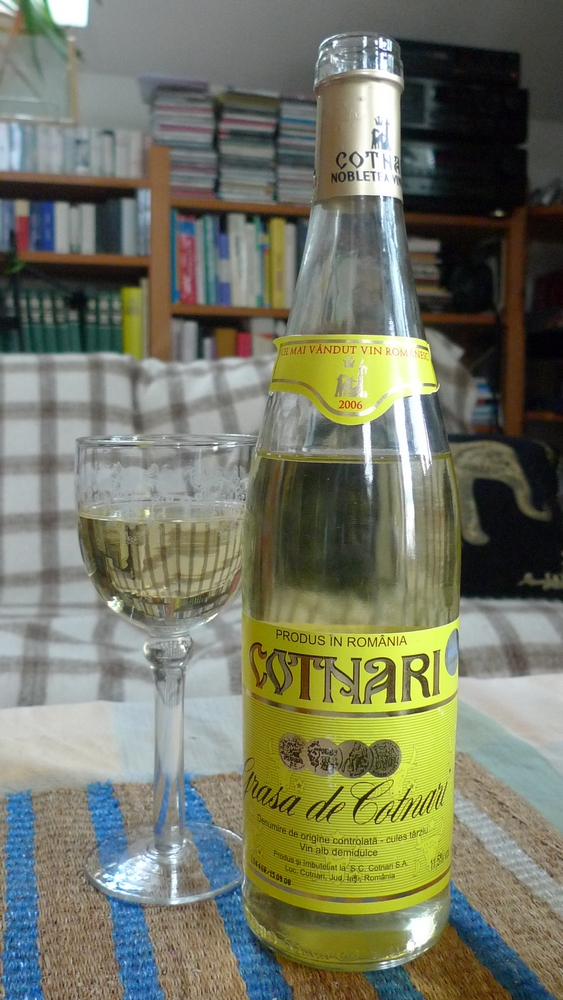
Vin blanc Grasă de Cotnari.
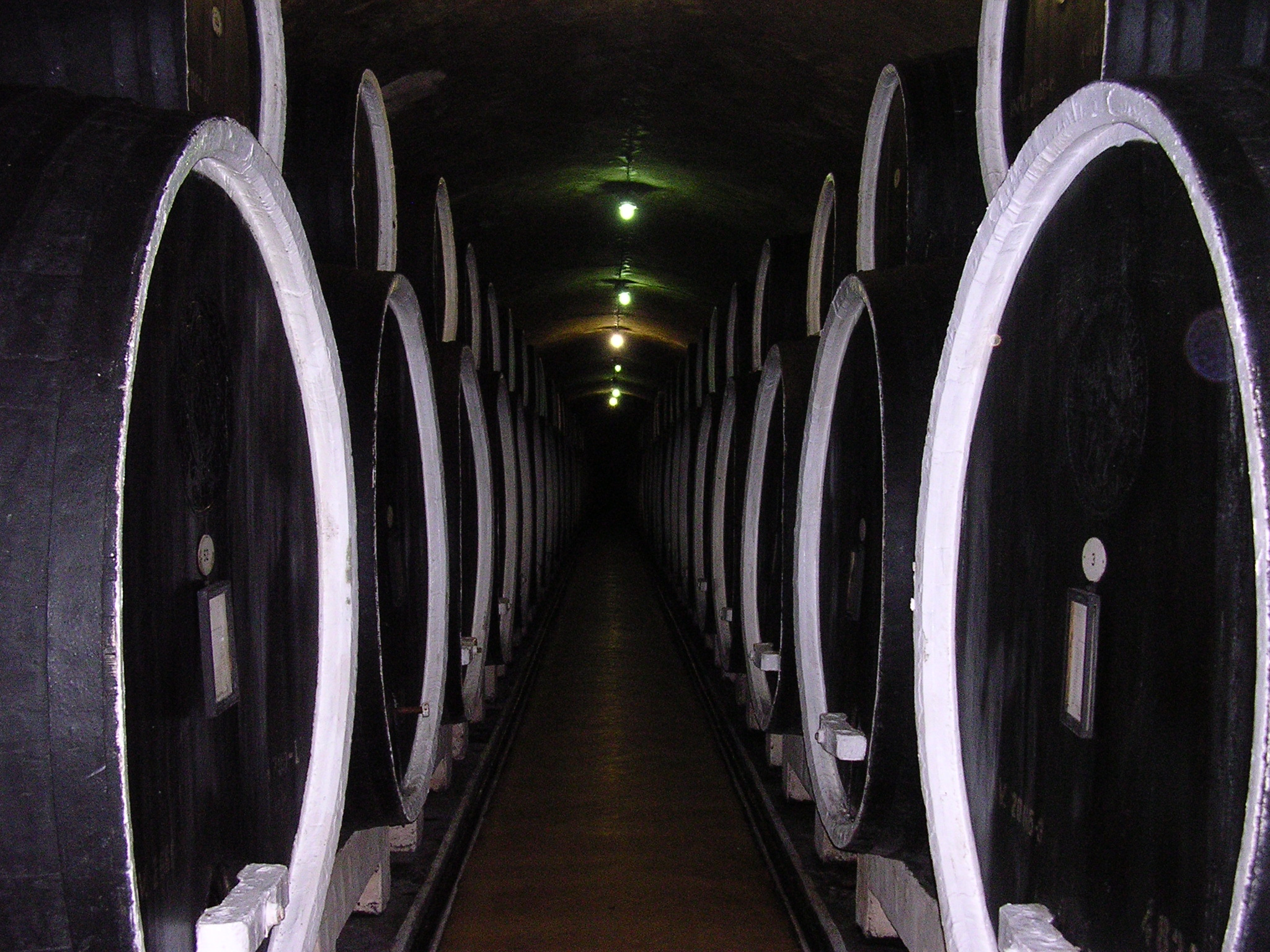
Cave vinicole de Cotnari.